# Thaumalegastra matthewsi
Thaumalegastra matthewsi là một loài bọ cánh cứng trong họ Chrysomelidae. Loài này được Daccordi miêu tả khoa học năm 1994.